# Wiktorówka (obwód tarnopolski)
Wiktorówka (ukr. Вікторівка / Wiktoriwka) – wieś na Ukrainie w rejonie tarnopolskim należącym do obwodu tarnopolskiego.
W II Rzeczypospolitej miejscowość w powiecie brzeżańskim województwa tarnopolskiego.
W 1944 nacjonaliści ukraińscy z OUN-UPA zamordowali 21 Polaków.